# Stanislav Alexandrovitch Korotki
Stanislav Alexandrovič Korotkij (en russe Станислав Александрович Короткий), né à Moscou le 3 juin 1983, est un astronome amateur russe.
Le Centre des planètes mineures le crédite de la découverte de deux astéroïdes, effectuée le 6 janvier 2008 avec la collaboration de Timour Valerievitch Kriatchko.
L'astéroïde (231649) Korotkiy lui a été dédié.
| (305287) Olegyankov | 6 janvier 2008 |
| (315493) Zimin      | 6 janvier 2008 |